# Alice David
Alice David, ook bekend als Alice Heymann-David en Alice Stertzenbach (Dortmund, 13 september 1909 - Düsseldorf, 19 februari 1996) was een Duits communistisch verzetsstrijder en antifascistisch activiste.
Na de Tweede Wereldoorlog was ze actief in linksgeoriënteerde organisaties en was ze de medeoprichter van een organisatie die rechtsbijstand aan politieke gevangen verleende.
David was de echtgenote van Werner Stertzenbach.

## Levensloop
David werd geboren op 13 september 1909 in Dortmund. Ze was de dochter van Sally David en Martha Hecht en groeide op in een pacifistisch joods gezin. Ze bezocht de joodse basisschool en daarna het Goethe Lyceum in Dortmund. Na het afronden van de middelbare school studeerde ze tandheelkunde.
In 1930 sloot David zich aan bij de Kommunistische Partei Deutschlands. In 1933 zou David afstuderen, maar doordat ze was geïnterneerd in vrouwengevangenis Klingelpütz in Keulen miste ze haar promotiedeadline. Doordat ze joods was, kon ze geen beroep uitoefenen. In 1934 trouwde ze in Dortmund met Georg Heymann en nam zijn achternaam aan.
In april 1936 vluchtte ze naar Nederland en kwam terecht bij het Comité voor Joodsche Vluchtelingen in Amsterdam. Ze vond een baan als adjunct-directeur en secretaresse bij Tehuis Oosteinde; een opvangtehuis en een cultureel en educatief centrum voor Duits-Joodse vluchtelingen in Amsterdam. Ze was onder meer verantwoordelijk voor het organiseren van het educatieve en culturele programma. Daarnaast legde ze zich toe op hulp aan illegale vluchtelingen. In het tehuis ontmoette ze Margot en Anne Frank die net als zij Nazi-Duitsland waren ontvlucht. Haar echtgenoot Georg Heymann vertrok enkele maanden voor het uitbreken van de Tweede Wereldoorlog naar Palestina. Aldaar is hij van haar gescheiden.
Na het uitbreken van de Tweede Wereldoorlog in Nederland werd in Tehuis Oosteinde de verzetsgroep Van Dien gevormd waar David samen met onder meer Nathan Notowicz aan het hoofd kwam te staan. Over haar verzetswerk zei ze: "Ik wist wat je riskeerde, namelijk het leven, of comfort, of… dat soort dingen. Als je erover nadenkt, zeg je: als je dat wilt, ben je medeplichtig, of als je dat niet wilt, als je jezelf verdedigt, help je ook anderen - ja, je accepteert de gevolgen. Dat klinkt wel erg heroïsch, heldhaftig, maar dat is het helemaal niet. Het is een bewuste keuze om te doen wat het moment van mij vraagt." In 1943 dook David onder. Samen met enkele anderen, onder wie Werner Stertzenbach, richtte ze in 1944 de Interessen-Gemeinschaft Anti-Faschistischer Deutscher in den Niederlanden op. Na de bevrijding werd ze secretaresse bij de vereniging. De vereniging hield zich bezig met het behartigen van de belangen van anti-fascistische Duitse en stateloze personen in Nederland en het versterken van hun rechtspositie.
In 1946 keerde David terug naar Duitsland. Vanaf 1947 was ze werkzaam voor diverse communistische verenigingen in West-Duitsland, waaronder de KPD. Samen met Karl Hartmann richtte ze in september 1951 de Zentralrat zum Schutz demokratischer Rechte und zur Verteidigung deutscher Patrioten op. Hier was ze verantwoordelijk voor de organisatie en coördinatie van rechtsbijstand aan politieke gevangen en het informeren van de verdedigingsadvocaten en verweerders. Vanwege haar betrokkenheid bij de organisatie kwam ze in 1954 in gerechtelijke problemen. Ze werd ervan beticht een anticonstitutionele organisatie te hebben opgericht en er werd een gevangenisstraf van acht maanden geëist. Haar gevangenisstraf werd opgeschort, maar ze kreeg wel een proeftijd van drie jaar. Daarnaast werd de organisatie verboden. De oorlogsuitkering die zij ontving in het kader van de Wiedergutmachung werd stopgezet.
David was inmiddels afgestudeerd aan de Akademie für soziale Frauenberufe in Düsseldorf. Ze legde zich toe op de welzijnszorg, gezinswelzijnszorg en de ouderenzorg. In 1954 was ze in Düsseldorf getrouwd met Stertzenbach. Samen verhuisden ze in 1966 naar Frankfurt waar Stertzenbach hoofdredacteur was van weekblad Die Tat.
David was erg politiek actief en voerde in de jaren 1970 actie voor vluchtelingen uit Chili, en tot in de jaren 1980 maakte ze zich sterk voor het sociale beleid binnen de Vereinigung der Verfolgten des Naziregimes – Bund der Antifaschistinnen und Antifaschisten (VVN-BdA). Daarnaast was ze werkzaam voor de vakbond Gewerkschaft Öffentliche Dienste, Transport und Verkehr (ÖTV).
In 1988 raakte ze ten gevolge van een beroerte invalide. In 1994 kreeg ze samen met haar echtgenoot de Johanna-Kirchner-Medaille voor haar verzet tegen het nationaalsocialisme. David overleed op 19 februari 1996 in Düsseldorf.